# Alster-Nyedsbygdens församling
Alster-Nyedsbygdens församling är en församling i Karlstads pastorat i Domprosteriet i Karlstads stift i Svenska kyrkan. Församlingen ligger i Karlstads kommun i Värmlands län.

## Administrativ historik
Församlingen bildades 2006 genom sammanslagning av Alsters, Nyeds och Älvsbacka församlingar och utgjorde därefter till 2014 ett eget pastorat. Från 2014 ingår församlingen i Karlstads pastorat.

## Kyrkor
- Alsters kyrka
- Nyeds kyrka
- Älvsbacka kyrka